# Eusarsiella thominx
Eusarsiella thominx är en kräftdjursart som beskrevs av Louis S. Kornicker 1987. Eusarsiella thominx ingår i släktet Eusarsiella och familjen Sarsiellidae. Inga underarter finns listade i Catalogue of Life.